# Réserve de vie sauvage des Deux-Lacs
La réserve de vie sauvage des Deux-Lacs est un espace naturel privé, située dans la Drôme au confluent du canal et du vieux Rhône à Châteauneuf-du-Rhône, géré comme une réserve naturelle dédiée à la vie sauvage..

## Historique
Auparavant, la zone était exploitée comme carrière pour extraire le gravier. Ses exploitants ont souhaité verdir leur image en la vendant pour un euro symbolique à la Fédération Rhône-Alpes de protection de la nature de la Drôme (Frapna 26) qui voulait en faire un site pédagogique de sensibilisation à la nature.
Mais entre-temps, les chasseurs et pêcheurs se sont approprié l'endroit. La Frapna a eu du mal à interdire ces pratiques et a donc, en juillet 2013, fait don de sa propriété à l’Association pour la protection des animaux sauvages qui, grâce aux moyens humains et financiers déployés, protège désormais les terrains pour les laisser se ré-ensauvager en libre évolution.[non neutre]
L'inauguration sous forme de réserve de vie sauvage a eu lieu le 8 janvier 2016.

## Géographie
La réserve est constituée de milieux alluviaux relativement proches de l'état naturel ainsi que de deux anciennes zones d'extraction de graviers (plans d'eau de 15 et 25 hectares respectivement : La Camuse et Grande île) sur lesquelles peu à peu la nature se diversifie et s'enrichit. Ces lacs sont bordés de landes et de ripisylves qui constituent le reste de la propriété.

## Vie sauvage
Depuis l’arrêt de l’exploitation des gravières, la nature s’exprime notamment par une flore variée (présence d’une roselière, recensement d’une douzaine d’espèces d’orchidées, cotonnières des fanges, chardons bleus, orobanche rouge, etc.).
La faune de la zone comprend notamment le castor d’Europe, mais également les renards, chevreuils, blaireaux, écureuils, etc.
De nombreux oiseaux (plus de 180 espèces) y sont présents : des sarcelles aux hérons en passant par la nette rousse, les cygnes tuberculés, les colverts, aigrettes, grèbes huppés, foulques macroules, grands cormorans, hérons cendrés, hérons pourprés, guêpiers d’Europe, milans noirs, faucons hobereaux, etc..
Et des insectes comme la truxale occitane (criquet à ailes roses).

## Gestion et administration
Cette réserve est une propriété de l'Association pour la protection des animaux sauvages, qui considère qu'elle correspond à une zone de catégorie Ib (zone de nature sauvage) pour l'Union internationale pour la conservation de la nature. Seule la balade à pied y est autorisée.
Elle fait partie des cinq réserves de vie sauvage de l'association, avec celles du Grand Barry (Drôme), du Trégor (Côtes-d'Armor), du Vercors et du Ranquas.

## Tourisme
La zone est ouverte à la promenade, sous réserve de respecter la charte des réserves de vie sauvage, pour ne pas déranger les animaux et préserver la nature.
Des bénévoles patrouillent régulièrement dans la réserve et rappellent que différentes activités y sont prohibées : chasse, pêche, cueillette, décharge, feux, loisirs motorisés, canotage, chiens non tenus en laisse... Certains ont d'ailleurs une formation de gardes assermentés et sont autorisés à verbaliser directement sur la propriété.